# Athleta Christi
Athleta Christi – tytuł nadawany przez papieży władcom prowadzącym wojny w obronie chrześcijaństwa.
Ok. XVI wieku tytuł był nadawany ze względów politycznych. Przyznawany był przez papieży mężczyznom, którzy brali udział w walkach w obronie chrześcijaństwa. 
Osoby posiadające ten tytuł:
- Jan Hunyady
- Gjergj Kastrioti Skënderbeu
- Stefan III Wielki